# Кислород (фильм, 2021)
«Кислород» (фр. Oxygène) — научно-фантастический фильм французского режиссёра Александра Ажа с Мелани Лоран в главной роли. Его премьера состоялась на Netflix 12 мая 2021 года. Картина получила высокие оценки критиков благодаря оригинальному сюжету и игре Лоран.

## Сюжет
Героиня фильма — молодая женщина, которая приходит в себя в закрытой медицинской криокапсуле. Она ничего не помнит. Единственный собеседник женщины — искусственный интеллект Мило (M.I.L.O. или Medical Interface Liaison Officer — Офицер по связи с медицинским интерфейсом), уровень кислорода в капсуле на критическом уровне. Героине не удаётся открыть капсулу. Она связывается с полицией, но следователь сообщает, что устройство, в котором она находится, по документам было уничтожено три года назад. Благодаря фотографиям и статьям в интернете героиня узнаёт, что она Элизабет Хансен, учёный-биотехнолог, специализирующийся на криогенике, что у неё есть муж — Лео Фергюсон. Элизабет находит номер его телефона, но трубку берёт женщина, которая быстро обрывает разговор.
Из-за нехватки кислорода у Элизабет начинаются галлюцинации. Она подозревает, что полиция что-то скрывает. Неизвестная женщина перезванивает, рассказывает, что Лео мертв, и даёт код администратора капсулы, но убеждает не пытаться выйти наружу. Выясняется, что 12 лет назад Элизабет была погружена в гиперсон для 34-летнего путешествия на отдалённую планету. Миссия засекречена, так как человечество в ближайшем будущем вымрет из-за смертельного вируса, который убил Лео. Элизабет, по словам её собеседницы, может спастись, только снова погрузившись в анабиоз. Она узнаёт от Мило, что проснулась из-за перегрева одного из процессоров, пытается перенаправить соответствующие функции на менее сложный процессор, но терпит неудачу. Элизабет слышит, как за женщиной приехали силовики; та успевает сказать, что Элизабет сможет сама погрузить себя в сон, найдя связанные с Лео подсказки. У героини появляется воспоминание с Лео в такой же капсуле. Ей удаётся увидеть, что происходит за пределами капсулы, и она обнаруживает, что находится на борту космического корабля с почти 10 тысячами капсул. Мило рассказывает, что корабль направляется к системе Вольф 1061 с целью колонизации планеты, и что из-за столкновения с метеоритом несколько сотен капсул вышли из строя, но лишь капсула Элизабет сохранила герметичность.
Героиня находит капсулу Лео, но видит, что на его лице нет шрама из её воспоминаний. В сети Элизабет находит видео, на котором она рассказывает о создании уникальной технологии по имплантации воспоминаний одного субъекта другому, причём выглядит пожилой. Она понимает, что голос женщины, с которой она общалась по телефону, принадлежит ей самой. Мило рассказывает, что Элизабет и другие люди на борту являются клонами с имплантированными воспоминаниями оригиналов: так власти пытаются спасти человечество от вымирания. Тем временем уровень кислорода оказывается на критической отметке, при которой даже если Элизабет погрузит себя в анабиоз, у неё не хватит воздуха на пробуждение. Элизабет дезактивирует запущенный Мило процесс эвтаназии и перенаправляет на освободившийся процессор функции неисправного. Когда уровень кислорода падает до нуля, она догадывается приказать Мило закачать кислород из капсул с мёртвыми пассажирами.
В финале клоны Элизабет и Лео стоят на скалистой поверхности новой планеты, любуясь пейзажем.

## В ролях
- Мелани Лоран — Элизабет Хансен
- Матьё Амальрик — M.I.L.O. (голос)
- Малик Зиди — Лео Фергюсон

## Создание и оценки
Работа над фильмом под рабочим названием «О2» началась в 2017 году, причём Энн Хэтэуэй должна была стать продюсером и сыграть главную роль. Позже она покинула проект, и главная роль досталась Мелани Лоран. Фильм вышел на Netflix 12 мая 2021 года.
На сайте-агрегаторе отзывов Rotten Tomatoes «Кислород» получил рейтинг 90 % при средней оценке 6,8 из 10, на сайте Metacritic — 67 баллов из 100. Хвалебную рецензию опубликовал Роджер Эберт: по его словам, «благодаря надежной режиссуре в невероятно ограниченном пространстве и феноменальной работе Лоран, „Кислород“ должен стать глотком свежего воздуха для людей, которые ищут, что посмотреть на Netflix». Игру Лоран в этом фильме Эберт назвал одной из лучших актёрских работ в 2021 году.
Обозреватель «Фильм.ру» Настасья Горбачевская высоко оценила фильм, упомянув в рецензии «пружинистость жанрового нерва», «скупость выразительных средств», «поразительное мастерство» и «гипнотическую убедительность» Мелани Лоран. В сюжете она увидела явное наследие ковидной эпохи. Для Горбачевской «Кислород» — «один из самых романтичных и чувственных фильмов ковидной эры». Обозреватель «Киноафиши» отметил, что в середине фильма «история, напоминающая клаустрофобный survival-хоррор, превращается… в космическую оперетту с высокими целями и философским подтекстом» и что в итоге получился экстраординарный триллер.
Рецензент издания GameMag назвал одним из главных достоинств картины «фантастическую операторскую работу». При этом, по его словам, значительная часть зрительского удовольствия теряется при повторном просмотре, так как исчезает «магия неожиданности». Обозревателя «Российской газеты» Шамиля Керашева, признавшего увлекательность сюжета, разочаровала концовка: по его мнению, фильм «в итоге сводится к пространным морально-этическим вопросам, которые до него сформулировали и „Чёрное зеркало“ (неоднократно), и одна хорошая лента с Сэмом Рокуэллом, и (почти дословно) видеоигра SOMA».